# Grua cridanera
La grua cridanera (Grus americana) és una espècie d'ocell de la família dels grúids (Gruidae) que habita pantans i praderies humides. Extint de la major part de la seva antiga àrea de distribució, actualment cria al nord d'Alberta, i passa l'hivern a Texas i Florida.